# Strata napięcia
Strata napięcia w łuku sieci elektroenergetycznej – jest to różnica geometryczna napięć na początku i na końcu łuku. W przypadku łuku odwzorowującego element trójfazowy (np. linia, transformator) stratę napięcia wyznacza się z następującego wzoru (przykład dla linii):
{\displaystyle \Delta {\underline {U}}={\sqrt {3}}(\Delta {\underline {U}}_{R}+\Delta {\underline {U}}_{X})={\sqrt {3}}{\underline {I}}(R_{L}+jX_{L}),}
gdzie:
{\displaystyle \Delta {\underline {U}}_{R}} – czynna strata napięcia,
{\displaystyle \Delta {\underline {U}}_{X})} – bierna strata napięcia,
{\displaystyle {\underline {I}}} – prąd płynący linią,
{\displaystyle R_{L}} – rezystancja linii,
{\displaystyle X_{L}} – reaktancja linii.